# Relazioni NATO-Russia
Le relazioni tra la NATO e la Federazione Russa vengono stabilite a partire dal 1991 nel quadro del Partenariato Euro-Atlantico.

Nel 1994 la Russia aderisce al programma PpP e nel maggio del 1997 con il trattato stipulato a Parigi autorizza la Nato ad allargarsi ad est,  nel 2000 valuta di entrare nell'alleanza, tanto che lo stesso Putin lo fa intendere alla Bbc in una intervista del 2000  per poi astenersi dal farlo ma nel 2002 e a inizio 2010, firma diversi ulteriori accordi di cooperazione con la NATO.
Cronologia degli avvenimenti :
Nel 2002 viene creato il Consiglio NATO-Russia con lo scopo di gestire programmi congiunti e questioni relative alla sicurezza. Le relazioni tra NATO e Russia si focalizzano su diversi ambiti: terrorismo, cooperazione militare, cooperazione industriale e la non proliferazione di armi ribadendo cosa già deciso con il trattato Nato Russia stipulato nel maggio del 1997 a Parigi.
Nel 2010, gli accordi NATO-Russia, in particolare l' "Atto Fondatore per le Relazioni, Cooperazione e Sicurezza" e la "Dichiarazione di Roma", mirano a stabilire una partnership strategica basata su fiducia reciproca e cooperazione, nonostante le divergenze su alcune questioni. Questi accordi, che riaffermavano i principi di sovranità e integrità territoriale, prevedevano consultazioni politiche e cooperazione pratica in settori di interesse comune come la difesa missilistica, l'antiterrorismo e la lotta al narcotraffico
Nel 2011, Nato e Russia partecipano, in un clima di collaborazione,  a una esercitazione militare congiunta e in cooperazione chiamata  "Bold Monarch 11", che si è tenuta al largo della costa spagnola. Questa esercitazione è stata significativa perché ha rappresentato l' occasione per i sottomarini Russi di partecipare ad esercitazioni militari congiunte con la NATO.
Il 1º aprile 2014 la NATO decide all'unanimità di sospendere tutte le collaborazioni pratiche con la Russia, in risposta all'annessione della Crimea alla Russia ritenuta una violazione dei trattati precedentemente intercorsi e controfirmati tra le parti e di quelli internazionali, senza però sospendere il Consiglio NATO-Russia.
Il 18 febbraio 2017 Sergej Lavrov, ministro degli affari esteri russo, afferma di essere favorevole alla ripresa delle collaborazioni militari con la NATO.
Infatti dall’11 al 16 febbraio 2021 il Pakistan ospita le marine di 45 Paesi, tra cui Russia, Stati Uniti, Iran, Arabia Saudita e paesi della NATO per un’esercitazione militare congiunta nel mar Arabico del Nord chiamata AMAN21 di cui da ampia notizia anche l'agenzia di stampa Russa RIA NOVOSTI . Questi Paesi prendono parte alla settima esercitazione della serie che si teneva ogni due anni dal 2007.
la seconda volta dopo un decennio che le navi militari russe partecipano a esercitazioni con più membri della NATO (North Atlantic Treaty Organization). L’ultima volta che la marina russa condusse esercitazioni militari congiunte con i membri della NATO fu nell’esercitazione del 2011.
Nell'ottobre 2021, a seguito di un incidente che comporta l'espulsione di otto ufficiali russi accusati di essere agenti segreti non dichiarati di cui pero' fu chiesta la sostituzione dalla sede centrale NATO, la Russia sospende la sua missione di collegamento con la NATO e ordina la chiusura dell'ufficio NATO situato a Mosca. nel febbraio del 2022 la Russia invade l'Ucraina sospendendo definitivamente i rapporti di collaborazione con la Nato.L'invasione russa dell'Ucraina ha causato il grave deteriorarsi delle relazioni NATO-Russia: il vertice NATO tenutosi a Madrid nel 2022 ha dichiarato la Russia "una minaccia diretta alla sicurezza euro-atlantica".

## Relazioni post-guerra fredda
A seguito della caduta del Muro di Berlino, la NATO e l'allora Unione Sovietica iniziarono una serie di trattative su vari livelli, che includevano una spinta verso la creazione di accordi per il controllo degli armamenti, come il trattato sulle forze armate convenzionali in Europa. Il Ministro sovietico degli affari esteri, Eduard Shevardnadze, fece una prima visita alla sede centrale NATO il 19 dicembre 1989, a cui fecero seguito colloqui non ufficiali nel 1990 tra la NATO e leader militari sovietici.
Dopo la dissoluzione dell'Unione Sovietica avvenuta definitivamente il 26 dicembre 1991 così è riportato, vi furono dialoghi sul ruolo della NATO nel panorama di sicurezza in fase di cambiamento in Europa. Il Presidente degli Stati Uniti George H. W. Bush, il Segretario di Stato degli Stati Uniti James Baker, il Cancelliere federale della Germania Ovest Helmut Kohl, il Ministro degli affari esteri della Germania Ovest Hans-Dietrich Genscher e il Ministro degli affari esteri del Regno Unito Douglas Hurd si incontrarono il 6 febbraio 1990."
Nel giugno 1990 il messaggio da Turnberry, spesso ricordato come "il primo passo dell'evoluzione delle moderne relazioni tra NATO e Unione sovietica ", pose le fondamenta per la futura pace e collaborazione. Il Segretario generale della NATO, Manfred Wörner, visitò Mosca nel luglio 1990 per discutere della futura cooperazione, una novità nelle relazioni tra NATO e Unione Sovietica.
L'Unione Sovietica e i Paesi occidentali firmarono nel 1990 il trattato sulle forze armate convenzionali in Europa. I contatti e la cooperazione formale tra Russia e NATO iniziarono dal 1991 allo scioglimento dell'Unione Sovietica, nel quadro del Partenariato Euro-Atlantico, e furono intensificati con l'entrata della Russia nel programma PpP il 22 giugno 1994.
Nel 1994 fu fondata l'Organizzazione del trattato di sicurezza collettiva, un'alleanza militare alternativa degli Stati post-sovietici, guidata dalla Russia.

### Atto fondatore per le relazioni, cooperazione e sicurezza
Il 27 maggio 1997, durante un vertice della NATO a Parigi, la Francia, la NATO e la Russia hanno siglato un trattato,  il cosiddetto Atto fondatore, un piano d'azione riguardante le future relazioni NATO-Russia. L'accordo era articolato in 5 sezioni principali, delineando i principii delle relazioni, la serie di problematiche da discutere e questioni relative alla cooperazione militare. L'accordo ha inoltre stabilito il Consiglio Permanente Congiunto, un luogo dedicato alle consultazioni, cooperazioni e costruzione di consenso.
Non vi era alcuna clausola che conferisse a una delle parti il diritto di veto sulle azioni dell'altra. La NATO dichiarò di non avere nessun piano volto a stazionare armi nucleari nei nuovi stati membri a seguito dell'autorizzazione della Russia al permesso di espandersi ad est. Sia la NATO che la Russia affermarono di non vedersi come avversari e, "basandosi sull'impegno intrapreso dai vertici politici, costruiranno insieme una condizione di pace duratura nella zona Euro-Atlantica fondata su principi democratici e di collaborazione in materia di sicurezza".
P.S.
Parte degli sforzi del Consiglio Permanente Congiunto diedero vita nel 2001 al NATO-Russia Glossary of Contemporary Political and Military Terms. Questo glossario fu il primo tra una serie di altre simili pubblicazioni che coprivano temi come la difesa missilistica, demilitarizzazione, lotta al narcotraffico per incoraggiare la trasparenza nei rapporti NATO-Russia, promozione della reciproca comprensione e facilitazione delle comunicazioni. Il Glossary of Contemporary Political and Military Terms si rivelò particolarmente attuale dati gli sforzi congiunti in Bosnia ed Erzegovina e Kosovo.